# 小行星2010
小行星2010（2010 Chebyshev）是一颗绕太阳运转的小行星，为主小行星带小行星。该小行星于1969年10月13日发现。
該小行星以俄羅斯數學家帕夫努季·柴比雪夫命名。

## 轨道参数
小行星2010的轨道半长轴为3.0936621 UA，离心率为0.184。